# Clambake (album)
Clambake er et album fra november 1967 med Elvis Presley, udgivet af RCA med nummeret RCA LSP-LPM 3893. (LSP og LPM er RCA's betegnelse for hhv. stereo- eller monoplade, efterfulgt af et løbenummer, som her 3893).
Albummet, i form af en LP, kom på gaden samtidig med Presley-filmen Clambake. Alle LP'ens sange er indspillet i februar og september 1967 i RCA Studio B i Nashville, Tennessee. 

## Personerne bag albummet
Folkene bag LP'en er:
- Felton Jarvis, producer
- Elvis Presley, sang
- Harold Bradley, guitar
- Jerry Reed, guitar
- Scotty Moore, guitar
- Chip Young, guitar
- Pete Drake, steel guitar
- Floyd Cramer, klaver
- Hoyt Hawkins, klaver
- Bob Moore, bas
- D.J. Fontana, trommer
- Murrey "Buddy" Harman, trommer
- Homer "Boots" Randolph, tenor sax
- Norm Ray, saxofon
- Charlie McCoy, mundharpe
- The Jordanaires, kor
- Millie Kirkham, kor
- June Page, kor
- Priscilla Hubbard, kor
- Ray Walker, kor
- Dolores Edgin, kor
- Will Hutchins, sang/kor

## Sangene
Albummet rummer, udover sangene fra filmen, tillige fire 'bonussange', hvoraf både "Guitar Man" og "Big Boss Man" blev udsendt på singleplade. RCA tog det usædvanlige skridt, at man lod "Guitar Man" blive åbningsnummeret på LP'en i stedet for titelmelodien "Clambake".
LP'en Clambake rummer følgende 12 sange:

### Side 1
- "Guitar Man" (Jerry Reed) ('bonussang'), indsp. 10. september 1967,
- "Clambake" (Ben Weisman, Sid Wayne), indsp. 21. februar 1967,
- "Who Needs Money" (Randy Starr), indsp. 22. februar 1967,
- "House That Has Everything" (Roy C. Bennett, Sid Tepper), indsp. 21. februar 1967,
- "Confidence" (Roy C. Bennett, Sid Tepper), indsp. 22. februar 1967,
- "Hey, Hey, Hey" (Joe Byers), indsp. 22. februar 1967.

### Side 2
- "You Don't Know Me" (Cindy Walker, Eddy Arnold), indsp. 11. september 1967,
- "The Girl I Never Loved" (Randy Starr), indsp. 21. februar 1967,
- "How Can You Lose What You Never Had" (Ben Weisman, Sid Wayne), indsp. 21. februar 1967,
- "Big Boss Man" (Al Smith, Luther Dixon) ('bonussang'), indsp. 10. september 1967,
- "Singing Tree" (A. Owens, A. Solberg) ('bonussang'), indsp. 11. september 1967,
- "Just Call Me Lonesome" (Rex Griffin) ('bonussang'), indsp. 10. september 1967.

"You Don't Know Me" blev i første omgang indspillet 21. februar 1967, men blev genindspillet den 11. september 1967. Det var genindspilningen der blev brugt i filmen og som blev udsendt på soundtracket. Indspilningen fra 21. februar blev i 1994 udsendt af RCA på albummet Double Features: Kissin' Cousins/Clambake/Stay Away, Joe.
"Who Needs Money" er en duet med Elvis og Will Hutchins, der spiller en mindre rolle i filmen.